# Bonnaya zanzibarica
Bonnaya zanzibarica är en tvåhjärtbladig växtart som först beskrevs av Fischer och Frank Nigel Hepper, och fick sitt nu gällande namn av Fischer, Schäferhoff och Müller. Bonnaya zanzibarica ingår i släktet Bonnaya och familjen Linderniaceae. Inga underarter finns listade i Catalogue of Life.